# Purity Wangui Ngirici
Pureza Wangui Ngirici (nascido em 1978) é uma política queniana. Ela é a Representante Feminina de Kirinyaga eleita pela lista do partido do jubileu.

## Infância e educação
Ngirici nasceu em 1978 e foi criada no município de Kirinyaga. Ela é bacharel em comércio pela Universidade de Londres. Ela também é uma mulher de negócios. Foi eleita presidente da Associação Parlamentar de Mulheres do Quénia (KEWOPA).